# Christian Gottlob Hubert
Christian Gottlob Hubert (geboren 3. Mai 1714 in Fraustadt (heute Wschova), Königreich Polen, gestorben 16. Februar 1793 in Ansbach) ist ein aus Polen nach Deutschland gekommener Tasteninstrumentenbauer. Er wirkte insbesondere in den Brandenburgischen Fürstentümern Bayreuth und Ansbach.

## Leben

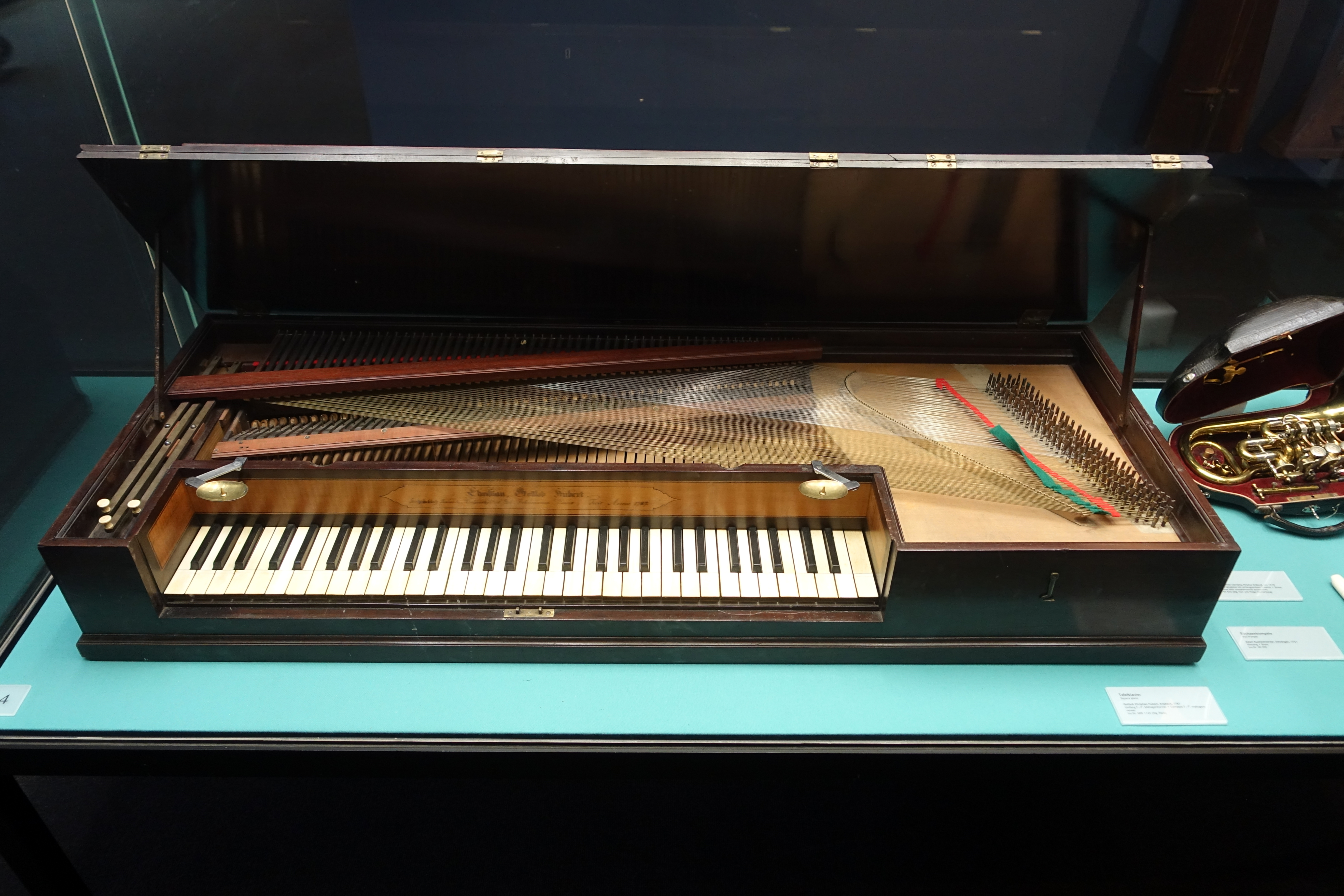
Quer-Hammerklavier von 1787 im Germanischen Nationalmuseum, Nürnberg

Über die Ausbildung Christian Gottlob Huberts, dem zweiten Sohn des Bäckers Christian Hubert, ist nichts bekannt. Der Musikwissenschaftler Franz Krautwurst hielt es aufgrund des Befundes der Instrumente Huberts für nicht ausgeschlossen, dass der sächsische Instrumentenbauer Gottfried Silbermann als Vorbild auf Huberts Arbeitsweise eingewirkt habe. In der neueren Forschung gilt jedoch als gesichert, dass er kein direkter Schüler Silbermanns war.
Hubert kam nach der angeführten historischen Literatur 1740 ins Brandenburgisch-fränkische Markgrafentum Bayreuth, wo er bald nach 1760 den Titel Hof Orgel- und Instr.Macher erwarb. Das im Historischen Museum Bayreuth ausgestellte gebundene Clavichord gehört nach seiner Signatur noch in die Zeit vor seiner höfischen Anstellung.

„Christian. Gottlob. Hubert [/] Orgel: et. Instrumentenmacher in Bayreuth fecit. Ao: 1756“

Wie seine Beziehung zu dem in allen Künsten bewanderten Bayreuther Markgrafenpaar Friedrich und Wilhelmine war, ist teilweise unklar. Die Tochter eines Bayreuther Hoflakaien wurde laut Kirchenbuch am 7. Februar 1748 seine Frau, das ist sein frühester schriftliche Nachweis in der Markgrafenstadt. In diesem Jahr baute er hier die Orgel der Spitalkirche am Markt.
Eine Liste vom Dezember 1758 über Wilhelmines nach ihrem Tod 1758 nachgelassene Clavecins enthält innerhalb einer Sammlung von 11 Berliner, Leipziger, Nürnberger und Dresdener Instrumenten ein klein Clavecin mit 2 Registern von Hubert, das im Schlaf Zimmer (der Markgräfin) stand und Eins von Hubert ohne nähere Beschreibung bey Mons: Stephanini, dem Hofsänger Stefano Leonardo, welches aber Sr. Königl. Hoheiten geschenckt haben. Seine Signatur eines Bayreuther Clavichordes von 1763 bezeichnet ihn dann als Hoff-Orgel und Instrumentenmacher in Bayreuth; er hatte also inzwischen eine direkte Verbindung zum Hof. Noch einmal 1769 arbeitete er im Markgrafentum an der Umsetzung einer Orgel in Bindlach. Darüber hinaus war er ein weiteres Mal, 1772, in Bayreuth tätig.
Weil er 1749 in einen Kompetenzstreit mit zwei brandenburg-kulmbachischen Orgelbauern Johann Jakob Graichen und Johann Nikolaus Ritter – beide Schüler Gottfried Silbermanns – geraten war, baute Hubert von da an hauptsächlich besaitete Tasteninstrumente. Nach dem Tod des letzten Bayreuther Markgrafen 1768 zog er zusammen mit der Bayreuther Hofkapelle nach Ansbach, wo er bis ins hohe Alter arbeitete. Johann Wilhelm Hoffmann (1764–1809), der ab 1789 Huberts Mitarbeiter war, führte nach dessen Tod die Werkstatt fort.

## Schaffen

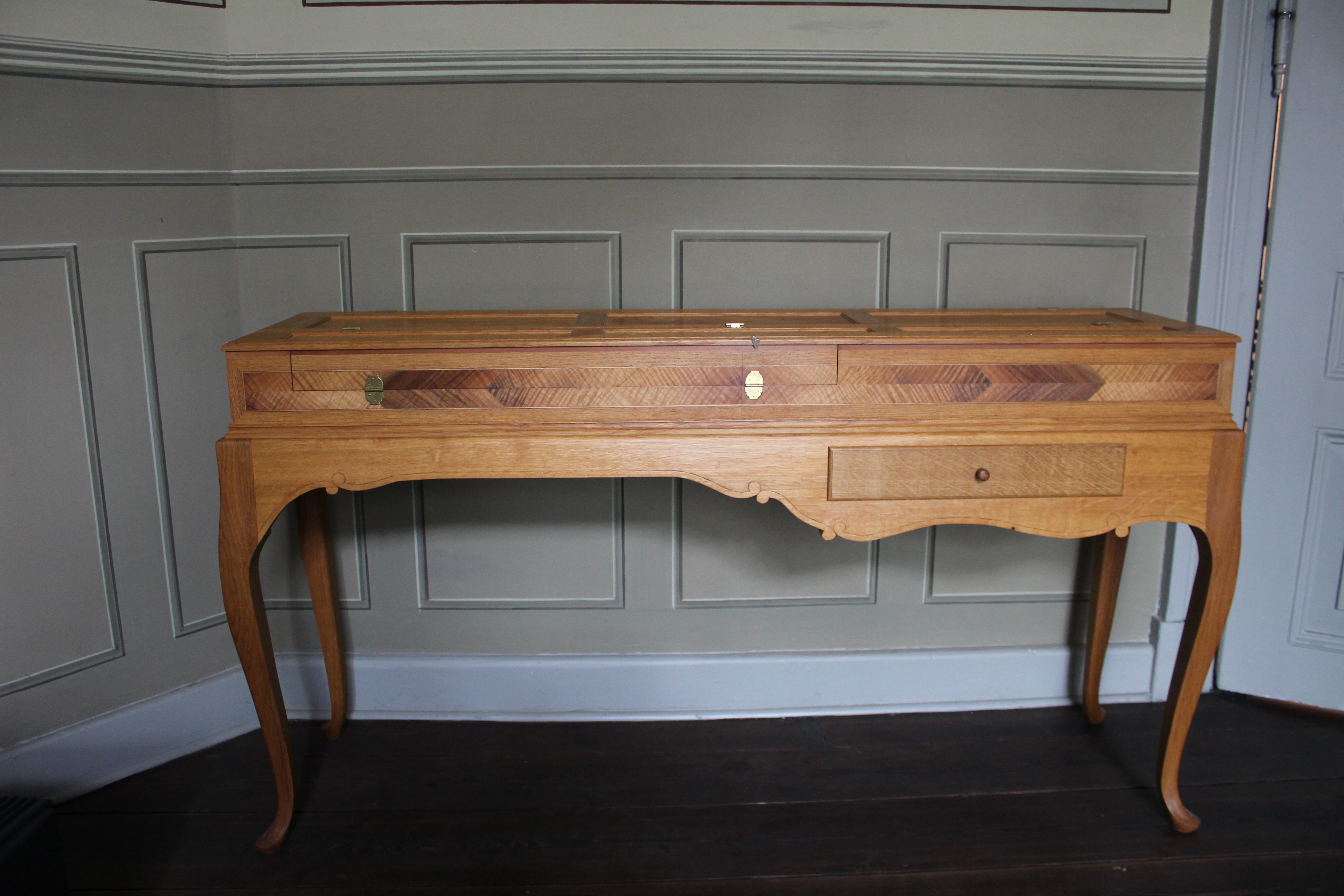
Nachbau eines Hubert-Clavichords (Ansbach, 1789) im Organeum, Weener

Von Hubert sind nur zwei Orgelneubauten nachgewiesen. Die kleine Orgel für die Bayreuther Spitalkirche am Markt aus dem Jahr 1748 umfasste fünf Register auf einem Manual. Das Schnitzwerk von Johann Gabriel Räntz trägt das Monogramm FMZB (Friedrich Markgraf zu Bayreuth) und die Jahreszahl 1748. Ungewöhnlich ist, dass die oberen Kranzgesimse der Pedaltürme nach innen gewölbt sind. 1780/1781 schuf Hubert eine einmanualige Orgel für das Katholische Bethaus in Ansbach mit zehn Registern.
Aus seiner zahlreichen Klavierproduktion in Ansbach haben sich weltweit Instrumente, hauptsächlich Clavichorde erhalten. Bei zwei Hammerklavieren ist Hubert als Erbauer gesichert. Hammerflügel und Cembali sind nicht erhalten. Mehrere der Hubert-Instrumente sind Kriegsverlust. Die erhaltenen Clavichorde lassen sich drei Bauphasen zuordnen: In der frühen Phase von 1756 bis 1763 (in Bayreuth) entstanden kleine gebundene Instrumente (C–f3) mit Korpus aus gebeizter Fichte und Schlitzführung der Tasten, in den Folgejahren baute Hubert furnierte Clavichorde, deren Tastenhebel durch seitliche Stifte geführt werden. Die Instrumente der 1770er Jahre sind bundfrei und weisen einen größeren Klaviaturumfang auf (F1–f3). In den 1780er Jahren kehrte Hubert wieder zu den gebundenen Clavichorden mit kleinerem Umfang zurück (C–g3, seltener (A1–f3). Vier Instrumente von 1782 und 1784 sind mit einem verstärkenden doppellagigen Unterboden gefertigt.

## Werkliste
- Die kleine Orgel, die Hubert 1748 für die Bayreuther Spitalkirche baute, wurde im Jahr 1850 in die Bayreuther Friedhofskirche umgesetzt, im Laufe der Zeit mehrfach umdisponiert und im Jahr 1929 durch ein neues Werk der Firma G. F. Steinmeyer & Co. mit neuer Traktur und neuem Spieltisch ersetzt. Der Rokoko-Prospekt wurde in den Neubau einbezogen.
- Huberts Orgel von 1780/1781 für die katholische Kirche in Ansbach (I/10) wurde in den 1830er Jahren in die ev.-lutherische Kirche in Bettwar umgesetzt und ist erhalten.[5]
- Im Nachlass Wilhelmines befanden sich elf Clavecins (in der Überschrift allein dieser Begriff), darunter zwei von Hubert, die heute verschollen sind; wobei nicht bekannt ist, ob der französische Begriff clavecin hier Cembalo oder Hammerklavier bedeutet. Allerdings gibt es in dieser Liste auch den Begriff Clavier.
- Von den 18 erhaltenen Clavichorden datiert das älteste von 1756 aus der Bayreuther Zeit. Es wird vom Historischen Museum Bayreuth verwahrt.
- Nur zwei authentische Hammerklaviere sind erhalten, die in der Art der zeitgenössischen englischen Instrumente eine einfache Stoßmechanik aufweisen.[8] Ein reichverziertes Quer-Hammerklavier von 1785, ursprünglich in der Heyer-Sammlung[9] kam in die Sammlung Rück, Nürnberg,[10] die heute im Germanischen Nationalmuseum in Nürnberg aufbereitet ist.
- Ebenfalls aus der Sammlung Rück stammt ein Hubertsches Tafelklavier von 1787 in sehr gutem Zustand, das heute im Germanischen Nationalmuseum ausgestellt wird.
- In Privatbesitz befand sich in Erlangen ein Hammerflügel von 1776.
- Weitere Instrumente, vor allem Clavichorde,[11] besaßen oder besitzen die Sammlung Neupert, Bamberg, das Historische Museum Basel, Staatliche Institut für Musikforschung Berlin, Goethe Museum Frankfurt, Händel-Haus Halle, Deutsche Museum München, Kunsthistorische Museum Wien, die Albert-Ludwigs-Universität Freiburg und die Stadt Würzburg.
- Außerdem gelangten Instrumente von Hubert bis nach New York, Edinburgh und Liverpool.[6]

## Tonaufnahmen
- Das Hubert-Clavichord im Stadtmuseum Bayreuth. CD. Werke von Carl Philipp Emanuel Bach, Johann Sebastian Bach, Johann Caspar Ferdinand Fischer und Wolfgang Amadeus Mozart. Clavichord von Christian Gottlob Hubert, Bayreuth 1756. Concerto Bayreuth 1995.[12]